# Comuna Mîkolai-Pole
Mîkolai-Pole (în ucraineană Миколай-Поле) este o comună în raionul Zaporijjea, regiunea Zaporijjea, Ucraina, formată din satele Dniprovi Hvîli, Dolînivka, Fedorivka, Iavornîțke, Krîlivske, Mîkolai-Pole (reședința), Morozivka și Novopetrivka.

## Demografie
Componența lingvistică a comunei Mîkolai-Pole
     Ucraineană (85,72%)
     Rusă (13,52%)
     Alte limbi (0,4%)
Conform recensământului din 2001, majoritatea populației comunei Mîkolai-Pole era vorbitoare de ucraineană (85,72%), existând în minoritate și vorbitori de rusă (13,52%).